# マートル・コービン

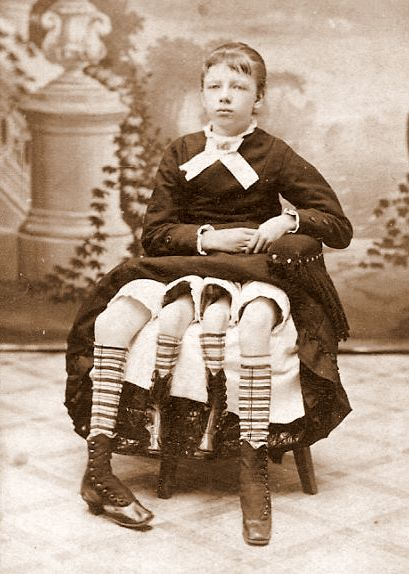
マートル・コービン　1880年頃　ジェームズ R.アップルゲート(James R. Applegate)

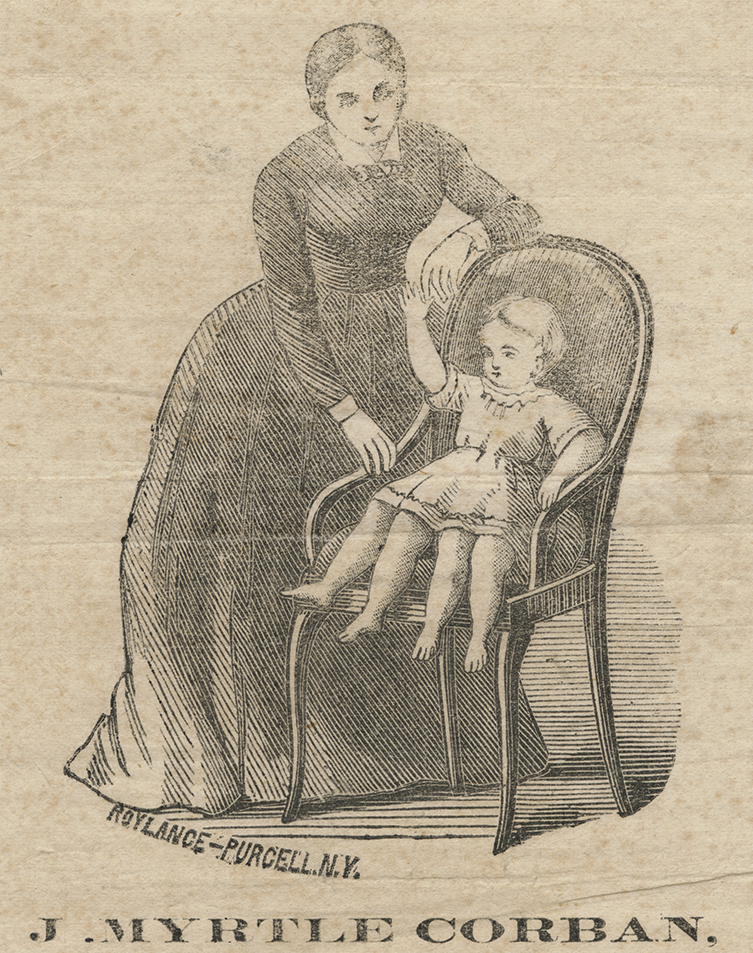
マートル・コービン, 版画 1871-1881頃

ジョセフィン・マートル・コービン（英: Josephine Myrtle Corbin、1868年5月12日 - 1928年5月6日）は、アメリカ合衆国の、4本脚のサイドショー芸人の女性である。彼女は、テネシー州、リンカーン・カウンティーに生まれ、テキサス州、クリーバーンで没した。コービンは非常に珍しい二殿体でウエストから下に2つの骨盤を並べて持っており、うち一組がマートルのものでもう一組は寄生性二殿体（dipygus）の双子のものだった。小さい内側の脚（複数）のそれぞれは、外側の脚のうちの1本とペアであり、見世物小屋では内側の脚で移動することが出来ると銘打って売り出されたが、歩行する程の強度と筋力はなかったとされている。

## 生涯と経歴
両親は、25歳のウィリアム・H・コービンと、34歳のナンシー（旧姓サリンズ）。子供時代の大半をアラバマ州のブラウント郡で過ごした。兄弟姉妹はマートルを入れて4男4女。彼女は生後3週間で体重が約4.5キロあり、よく乳を飲み、すくすくと成長した。
ナンシーがマートルを出産した際、担当にあたった2人の医師達は彼女の両親は兄妹と見間違うほど外見的特徴が似ていた事から、この夫婦は「血縁関係ではない」と念を押して病院へ記録する必要性を感じる程似ていたという。マートルの産後直後に診察した医師は彼女が奇形として産まれた理由を探る必要性を感じ、まず両親に注目した。彼らは約10歳の年齢差があり産後時の父ウィリアム H. コービンは25歳で、母ナンシーは34歳だった。次に医者は夫婦の外見がよく似ていることに気づいた。ふたりともに赤毛で、眼は青く、肌はたいへん白かった。医師はこの怪しげな2つの要因を病院へ報告したにもかかわらず、結局少女は単純な奇形として記録されることになった。コービン家には彼女のほかに7人の子どもがいたが、ほかの兄弟は皆普通だった。
母親によれば「陣痛にも分娩にもおかしなことはなにもなかった」といっていたが、これは幸運であった。分娩後間もない子を診察した医師らは、これがもし骨盤位分娩であった場合
「子にとって、そしてもしかしたら母親にも致命的な危険であったであろう」と注記した。
13歳の時、「テキサスの4本脚の少女」というあだ名でサイドショーの巡業に入ると、「夏の陽光のように気立ては優しく、大変幸せである」と宣伝された。その人気はたいへんなもので休演の際には偽の代役が立てられるほどだった。マートルは身長約5フィート（約1.52メートル）、両親と同じく肌は抜けるように白く、眼は青く、巻毛で、とても知的だった。
彼女の人気はそのすぐれたショーマン・シップに裏打ちされた。内側の小さな足と外側の通常の足に同じソックスと靴を履かせ、これが彼女にきわめて超自然的（スーパーナチュラル）な風貌をあたえた。たちまち彼女は週に450ドル以上も稼ぐ売れっ子にのし上がっていく。
そのまま続くかに思えた奇形芸人生活だが、7年後、19才になったマートルになんと求愛者が現われた。相手の名はジェームズ・クリントン・ビックネル。職業は医者で、マートルの妹ウィリーアンの結婚相手ハイラム・ロック・ビックネルの兄弟だった。周囲の祝福を受けて2人は1886年6月に結婚した。財産目当てとの憶測も流れたが、その後ジェームズは彼女が見世物となっている事を良く思わずショービジネスから引退するのを望んだことから、彼の彼女に対する愛情は本物であった事を裏付けている。
マートルの体の信じられないほど奇妙な点が明らかになるのはそれからだった。彼女にはヴァギナが2つあるとわかったとき、医学界に衝撃が走った。腰から下の双子も女性の体をしていたのだった。結婚後1年ほどした1887年の春、マートルは左腹に痛みをおぼえた。発熱と頭痛のほかに食欲の減退も感じ、往診した医師ホエーリーは彼女が妊娠している事を確認し、女性器のほかに子宮も2つある事を発見した。この時マートルは重篤になり、妊娠3～4カ月の間で第一子を堕胎しなければならなくなったが、後に完全に回復した。こうしてアメリカ中、世界中の医学関係者と医学雑誌が彼女の将来の出産を待ちわびることになる。
後に、マートルが4人の娘と1人の息子を授かると3人は一方のヴァギナから、残りの2人はもう一方から生まれたとのまことしやかな噂がささやかれたが、事実は定かではない。彼女は生涯において8人の子をもうけ、第一子を含む4人を幼くして失った。
1890年代のはじめ、ビックネル夫妻はテキサス州に移転した。その後、一家の経済状況が悪化したためマートルとジェームズは夫婦で話し合った末に1909年に41歳で芸人に復帰する決意をした。見世物小屋やサーカスに出演してお金を稼いだが、1915年には完全に引退した。
だが、ようやく訪れた静かな老後も束の間、13年後に右脚の皮膚の感染症が元で彼女は1928年5月6日、家族や友人に見守られながらテキサス州クリーバーンで 60才の数奇な一生を終えた。60才になる6日前の出来事だった。遺体は医療的希少性や珍妙な事からコレクターや研究者から買い取るという話がいくつも来たが、彼女の家族はそれを拒否した。家族は遺体の希少性から墓荒らしや盗掘にあうことを危惧した為、彼女の棺を厚いコンクリートで固めて近しい者のみで秘密裏に葬儀を行った。
彼女の生涯を知る人達は彼女を一人の人間として「魅力的な顔だちで、身体は健康、家庭の義務と子供の世話を立派にこなした上に、非常に知的な音楽の素養がある淑女だった」といくつかの医療文献に答えている。

## 医療文献における存在
- コービンの異形について、奇形学者らは19世紀の医療雑誌と百科事典の中で、当時の因襲にしたがって、いくつかの難解かつ複雑な用語で分類した。
- 彼女を"dipygus dibrachius tetrapus"という人もいれば[2]、彼女の状態を"'posterior dichotomy,' subvariety schizorachis"と名づける人もいた[5]。

ブルックス H. ウェルズ(Brooks H. Wells)という医師は、彼女を「融合による怪物的奇形のうち monocephalic, ileadelphic な段階に属する女性」("female, belonging to the monocephalic, ileadelphic class of monsters by fusion")と特徴づけた。
- 「彼女は身長は約5フィート（約1.52メートル）、肌は白く、眼は青く、巻毛で、たいへん知的である。

他人が、もし人と一緒にいる彼女を見たとしても、ヒップが異常に広く、そして身ごなしは内反足の人には普通なものと思うだけであろう。わたしは、ミセス B.を「4本脚の少女」として、幼い頃から知ってるが、私が内外双方の生殖器の完全な発達を理解したのは、彼女が妊娠して私自身の患者になってからである。-- Lewis Whaley, quoted in the British Medical Journal, 1889
- コービンはビックネルとの結婚後、妊娠。彼女の状態はアラバマ、ブロンツヴィルの医者イス・ホエーリーによって発見されたが、彼はコービンが左側の痛み、発熱、頭痛および食欲減退を経験したのち、往診を頼まれた[2]。

その上、ホエーリーは「嘔吐と無月経が2か月間続いていたこと」に注意し、『アトランタ・メディカル・アンド・サージカル・ジャーナル』のために症例を詳しく書いたが、これが1880年代後半を通じてコービンに対する関心の復活につながった。
- コービンを診察したホエリーは、彼女の外性器の重複は、同様な体内的重複によって映されていることを発見し、コービンが妊娠しているのは、左の子宮においてであると断定した。ホエーリーによれば、妊娠していることを告げられるや、彼女は信じない様子で答え、「もしそれが右側だったなら先生の言うとおりだと信じたいですわ」と言った[8]。この評言から、コービンの性交は右側を選んでいると断定し、その後の報告において注釈を加えられた[9]。
- コービンは妊娠によって、重篤になり、同僚らと相談し、ホエーリーは、最初の診察ののち8週間で堕胎を実行することを決定した（伝えられるところによれば、彼女はそのとき妊娠3ヶ月と4ヶ月であった[6]）。
- 彼女は完全に回復し、手続きは彼女が将来、妊娠して出産予定日まで身籠っていることを妨げなかった[2][8]。

アメリカや世界中の医療雑誌は、今や成熟しているコービンに新たな注目をむけたので、彼女のパーソナリティーに関する詳細は、女そのものの感覚をあらわにした。ある記事では「この淑女、ミセス B. ...かつてのマートル・コービンは魅力的な顔で、身体は健康で、家庭の義務の世話をすべてすることができ[る]」、一方でほかの場所では彼女は「大変知的である」と評された。